# Peștera Bârlogul Ursului
Peștera Bârlogul Ursului monument al naturii, este o arie protejată de interes național ce corespunde categoriei a III-a IUCN (rezervație naturală, tip speologic) situată în partea central-nordică a județului Brașov, pe teritoriul administrativ al comunei Apața.
Peștera Bârlogul Ursului cunoscută și sub numele de „Peștera din fața Scocinei”, cu o suprafață de 1 ha, este situată în partea centrală a Munților Perșani, la o altitudine de 726 m. și este alcătuită dintr-o rețea de galerii orizontale, situate pe două nivele, de forma unui labirint. Rezervația prezintă un dublu interes științific: unul speologic, pentru formațiunile (draperiile) parietale de pe pereții peșterii, și altul geologic, datorită stratelor calcaroase.